# Осада замка Святого Георгия
Осада замка Святого Георгия (ит. Assedio del Castello di San Giorgio) или Осада Кефалонии — сражение, произошедшее с 8 ноября по 24 декабря 1500 года во время Второй турецко-венецианской войны (1499–1503). Осада проводилась испано-венецианской армией под командованием капитана Гонсало Фернандеса де Кордовы и Бенедетто Пезаро, которым удалось захватить замок, главную крепость острова Кефалонии.
Кефалония — один из Ионических островов у западного побережья Греции, владение итальянских графов Токко до 1479 года, был захвачен Османской империей. За исключением короткого промежутка венецианского контроля в 1482—1483 гг., остров оставался в руках турок 20 лет, до 1500 года.
Вторая османо-венецианская война вспыхнула в 1499 году с нападения в материковой Греции османских войск на венецианский порт Лепанто, который капитулировал 24 августа 1499 года. Война разворачивалась в невыгодном для Венеции русле, так как турки переключили свое внимание на стратегически важный полуостров Морею и 9 августа 1500-го успешно штурмовали Модон, после чего соседние форты Корон и Наварино объявили о сдаче. 
Однако 17-го августа испанский генерал Гонсало Фернандес де Кордова предложил силы, находящиеся в его распоряжении, на помощь Венеции. С его помощью совместные испано-венецианские силы высадились на Кефалонии. Комендант гарнизона отклонил предложение о капитуляции и началась осада. Огонь по стенам из бомбард не дал желаемого эффекта. С помощью подведённых мин удалось разрушить стену, открыв путь для атаки пехоты, но затем пехота натолкнулась на вторую стену. Попытки атаковать с использованием лестниц также были безуспешными. Ненастная погода, болезни и нехватка продовольствия усугубляли положение осаждавших, поэтому де Кордова решился на штурм. Штурм, последовавший 24 декабря, вёлся с трёх сторон с помощью лестниц и деревянного моста. Янычары мужественно сражались до тех пор, пока не погиб последний человек..
Испанский флот покинул Кефалонию (уже находившуюся под контролем Венеции) в середине января 1501 года и вернулся на Сицилию. В декабре 1502 года в Константинополе был заключен османо-венецианский мирный договор. Кефалония осталась в составе Венеции.